# Bodennetz (Fischerei)
Ein Bodennetz, auch als Bodenreuse bezeichnet, ist eine reusenartig gestellte Netzwand mit Boden aus Netzwerk, meist mit angeschlossenen Stellsäcken, das zwischen die Hakenflügel geleitete Vorstell pflegt bis zum Ufer zu reichen. Das Gerät, das in den 1930er-Jahren in der Rügener Gegend zum Heringsfang diente, ist auch für den Aalfang in Seen angepasst worden und erhielt, wie die Stellsackfischerei überhaupt, mehr Verbreitung, auch in der größeren Fischwirtschaft.